# Koninklijke Atletiek Associatie Gent
El Koninklijke Atletiek Associatie Gent és un club de futbol belga de la ciutat de Gant.

## Història
Fundat el 1864, fou membre fundador de l'Associació Belga de Futbol el 1900 amb el nom d'Association Royale Athlétique La Gantoise, com a aquesta època l'ús del neerlandès a les actes i denominacions oficials d'organitzacions era mal vist. Adoptà l'actual nom en neerlandès el 1971. L'antic estadi era situat al nucli de Gentbrugge, el 17 de juliol de 2013 inaugurà el nou estadi situat a Gant, el Ghelamco Arena de 20.000 espectadors.

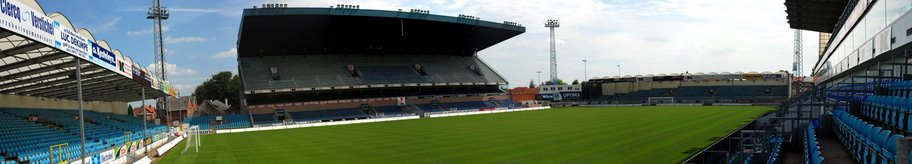
L'estadi Jules Otten a Gentbrugge

El sobrenom dels búfals li prové de l'any 1913, quan el cèlebre Buffalo Bill i el seu circ visitaren la ciutat.

## Palmarès
- Lliga belga de futbol (1):
  - 2014-2015
- segon lloc campionat:
- 1954-55, 2009-2010
- Segona divisió belga de futbol (4):
  - 1912-13, 1935-36, 1967-68, 1979-80
- Segona divisió belga de futbol-Ronda final (1):
  - 1988-89
- Copa belga de futbol (4):
  - 1963-64, 1983-84, 2009-2010, 2021-2022

## Entrenadors
| - Hector Priem 1901-1909 - Van Steenkiste 1909-1910 - Horta 1910-1912 - Bunyan 1912-1922 - De Rijke 1922-1931 - Staf Pelsmaecker 1931-1941 - Hugi Fenichel 1941-1942 - Willy Steyskal 1942-1943 - Fons Ferchyer 1943-1945 - Edmond Delfour 1945-1951 - Karl Mütsch 1951-1952 - Jules Vandooren 1952-1956 - Edmond Delfour 1956-1959 - Jacques Favre 1959-1960 - Louis Verstraeten 1960-1964 - Max Schirschin 1964-1965 - Julien Labeau 1965-1966 - Jules Bigot 1966-1967 - Jules Vandooren 1967-1971 - Istvan Sztani 1971-1973 - Omer Van Boxelaer 1973-1974 - Richard Orlans 1974-1976 - Freddy Qvick 1976 | - Roland Storme 1976-1977 - Norberto Höfling 1977-1978 - Léon Nollet 1978-1980 - Han Grijzenhout 1980-1981 - Robert Goethals 1981-1983 - Erwin Vanden Daele 1983-1984 - Han Grijzenhout 1984-1987 - Gérard Bergholtz 1987-1988 - Erwin Vanden Daele 1988-1989 - René Vandereycken 1989-1993 - Walter Meeuws 1993-1994 - Lei Clijsters 1994-1997 - Johan Boskamp 1997-1999 - Trond Sollied 1999-2000 - Henk Houwaart 2000 - Patrick Rémy 2000-2001 - Herman Vermeulen 2001-2002 - Jan Olde Riekerink 2002-2003 - Herman Vermeulen 2003-2004 - Georges Leekens 2004-2007 - Trond Sollied 2007-2008 - Michel Preud'homme 2008-2010 | - Francky Dury 2010-2011 - Trond Sollied 2011-2012 - Victor Fernández 2013 (Gener-Setembre) - Mircea Rednic Octubre 2013- Abril 2014 - Peter Balette Abril 2014-Juny 2014 - Hein Vanhaezebrouck Juny 2014- |

## Futbolistes destacats
| - Vital Borkelmans - Thomas Chatelle - Frank Dauwen - Marc Degryse - Michel De Wolf - Frédéric Dupré - Guillaume Gillet - Christophe Grégoire - Frédéric Herpoel - Tony Herreman - Nordin Jbari - Jef Jurion - Nicolas Lombaerts - Ronny Martens - Sandy Martens - Tim Matthys - Dirk Medved - Gaby Mudingayi - Jacky Peeters - Cédric Roussel | - Gunther Schepens - Axel Smeets - Erwin Vandenbergh - Marc Van Der Linden - Wouter Vrancken - Stijn Vreven - Abdelmalek Cherrad - Nasreddine Kraouche - Maamar Mamouni - Suvad Katana - Søren Busk - Anders Nielsen - Ahmed Hossam - Francis Joseph - Eric Joly - Matthieu Verschuere - Alexandros Kaklamanos - Otis Roberts - Nir Levine - Gil Vermuth | - Mbark Boussoufa - Eric Viscaal - Cees Schapendonk - Augustine Eguavoen - Ole Martin Årst - Tore André Dahlum - Morten Pedersen - Gustavo Vasallo - Alin Stoica - Jim Gillespie (1980-82) (1986-??) - Khalilou Fadiga - Ibrahima Faye - Sylvain N'Diaye - Ivica Dragutinović - Ivica Jarakovic - Thomas Vasov |